# Pavillon Maurice-Pollack
Le pavillon Maurice-Pollack  (POL) est l'un des bâtiments de l'Université Laval, à Québec.

## Description
Ce pavillon, d'abord érigé dans les années 1950, forme maintenant un complexe avec le pavillon Alphonse-Desjardins depuis 1995. Son nom célèbre la mémoire de Maurice Pollack, un homme d'affaires de la région de Québec et philanthrope notoire, dont la fondation a contribué financièrement à la construction du pavillon.
Lors de la construction du pavillon Alphonse-Desjardins, d'importants travaux de rénovation ont été menés sur le pavillon Pollack. En 2011, un chantier de 2,5 M$ vise à agrandir le pavillon dans sa section nord-est, notamment pour accueillir les nouveaux locaux de la Coopérative Zone. 
Une salle multifonctionnelle, le Grand Salon, permet d'accueillir jusqu'à 900 personnes. Celle-ci a d'abord appartenu à la CADEUL avant d'être cédée à l'Université Laval en 2006. Pendant de nombreuses années, le Grand Salon était aussi le nom d'une soirée discothèque hebdomadaire organisée par l'association étudiante. 

## Services
Le bâtiment rassemble de nombreux services destinés à la communauté universitaire :
- le service d'accueil et de renseignements de l'Université Laval;
- les bureaux de la CADEUL (Confédération des associations d'étudiants et d'étudiantes de l'Université Laval);
- les bureaux du journal étudiant Impact Campus;
- les studios de la radio étudiante CHYZ-FM;
- le Grand Salon, salle multifonctionnelle pour les événements;
- la clinique médicale du campus;
- le Centre d'Aide aux étudiants de l'Université Laval;
- la coopérative Zone Université Laval;
- le dépanneur Chez Alphonse;
- un salon de coiffure;
- les éditions des Presses de l'Université Laval;
- le service de reprographie;
- le Bureau des événements campus.

De nombreuses associations parascolaires ont également pignon sur rue dans le pavillon. 

## Art public
Une œuvre d'Armand Vaillancourt est installée au nord du pavillon. La sculpture — Drapeau blanc — est composée de treize pierres gravées d'empreintes humaines et de messages et disposées en forme de flèche pour rendre hommage aux autochtones.

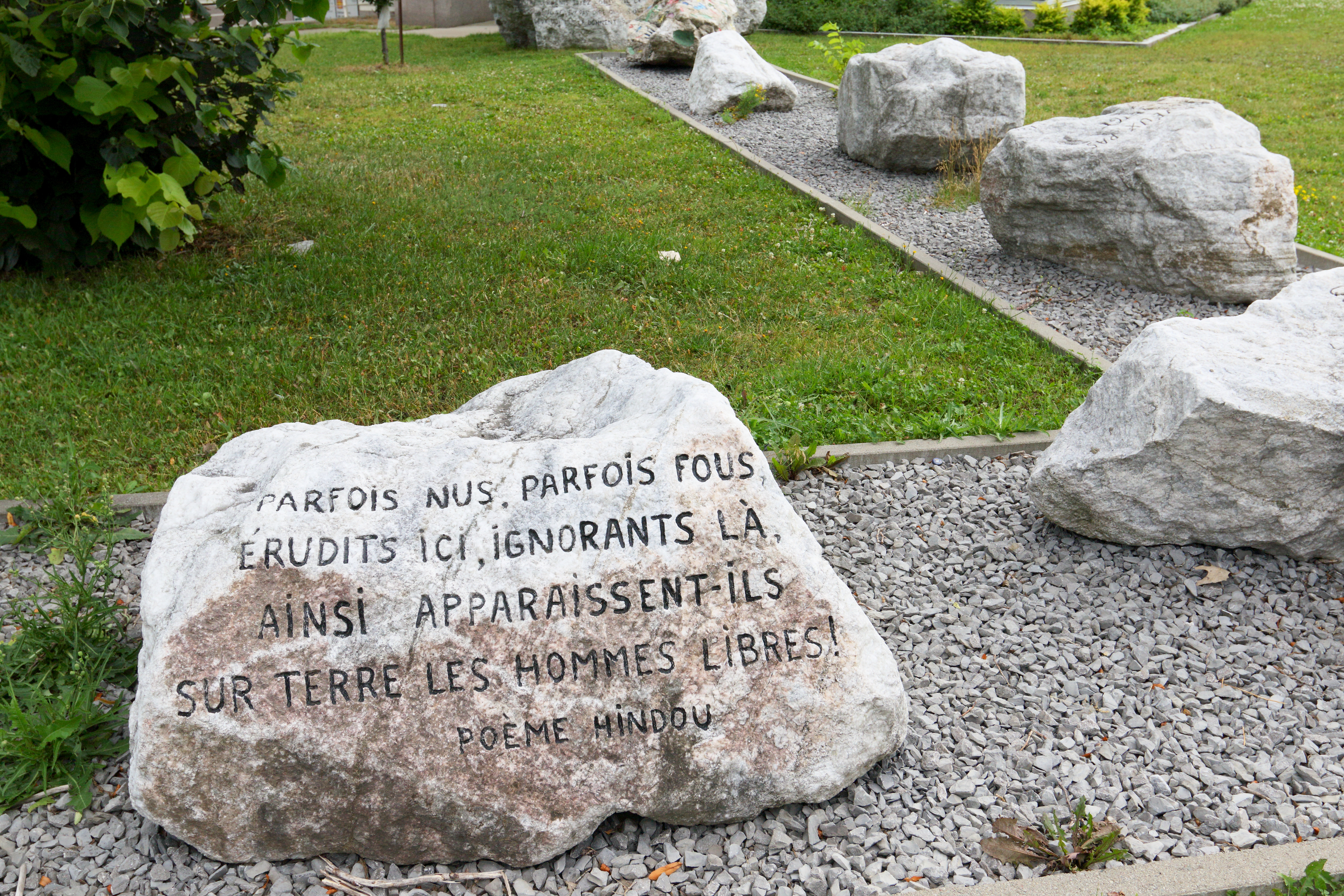
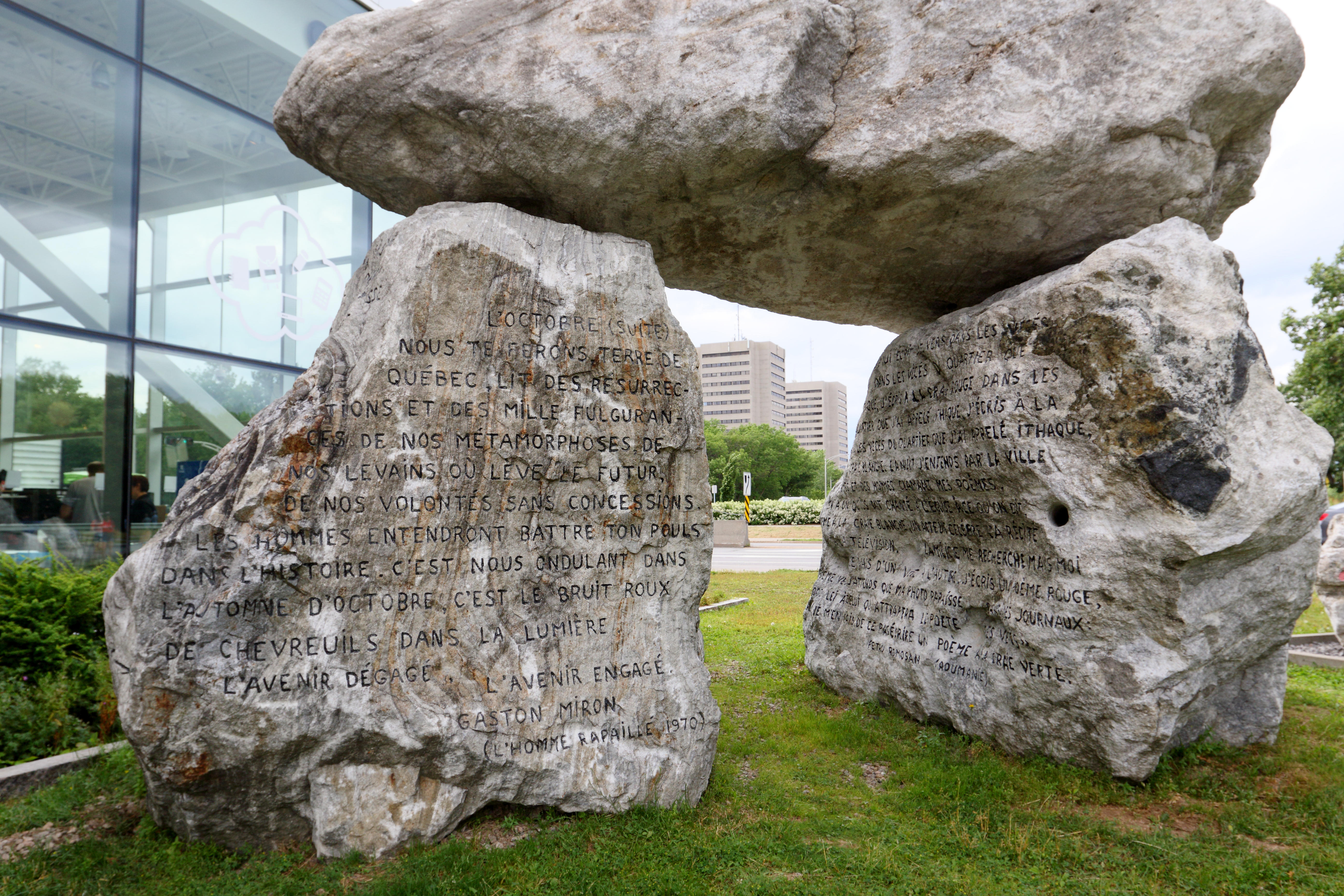
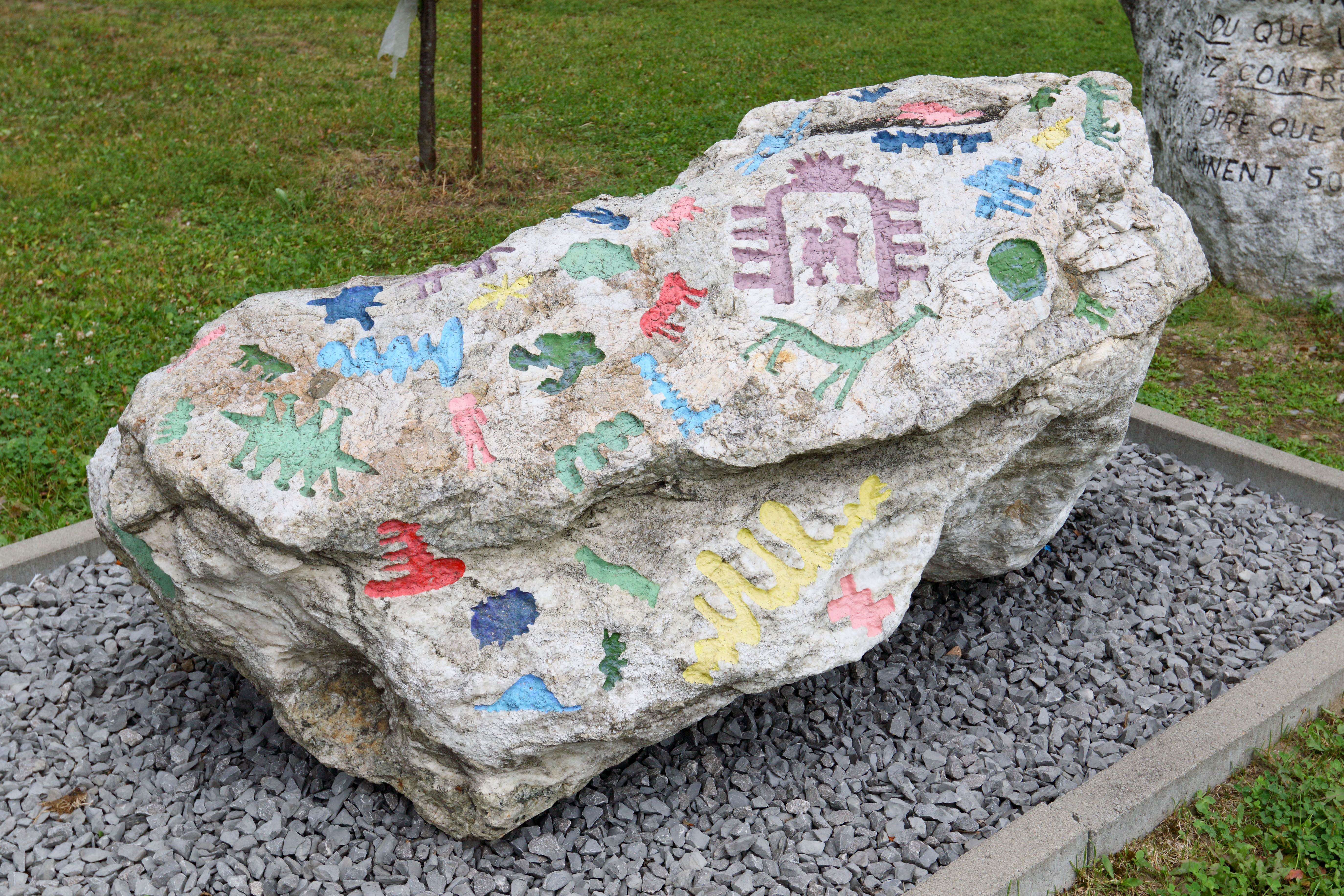
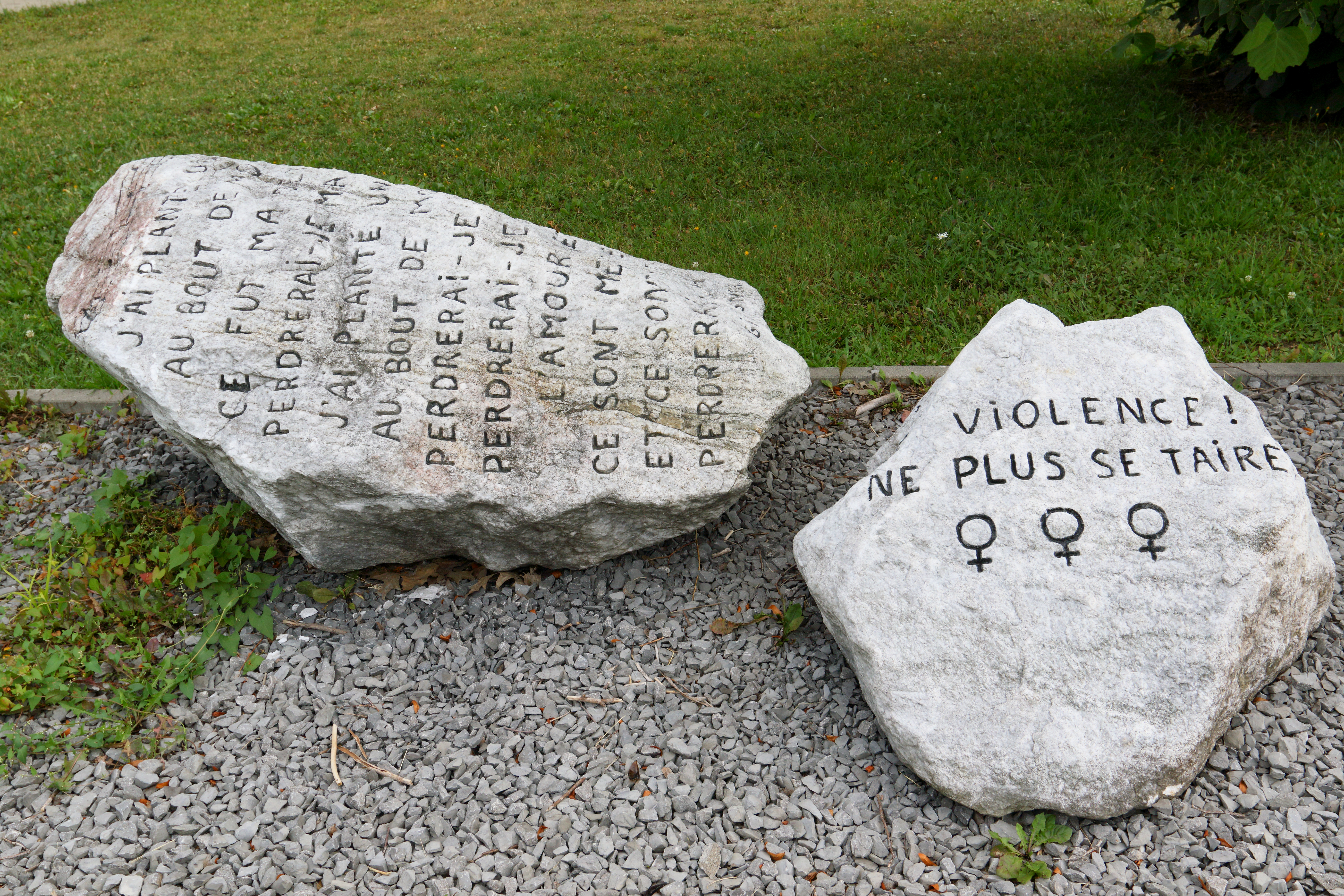
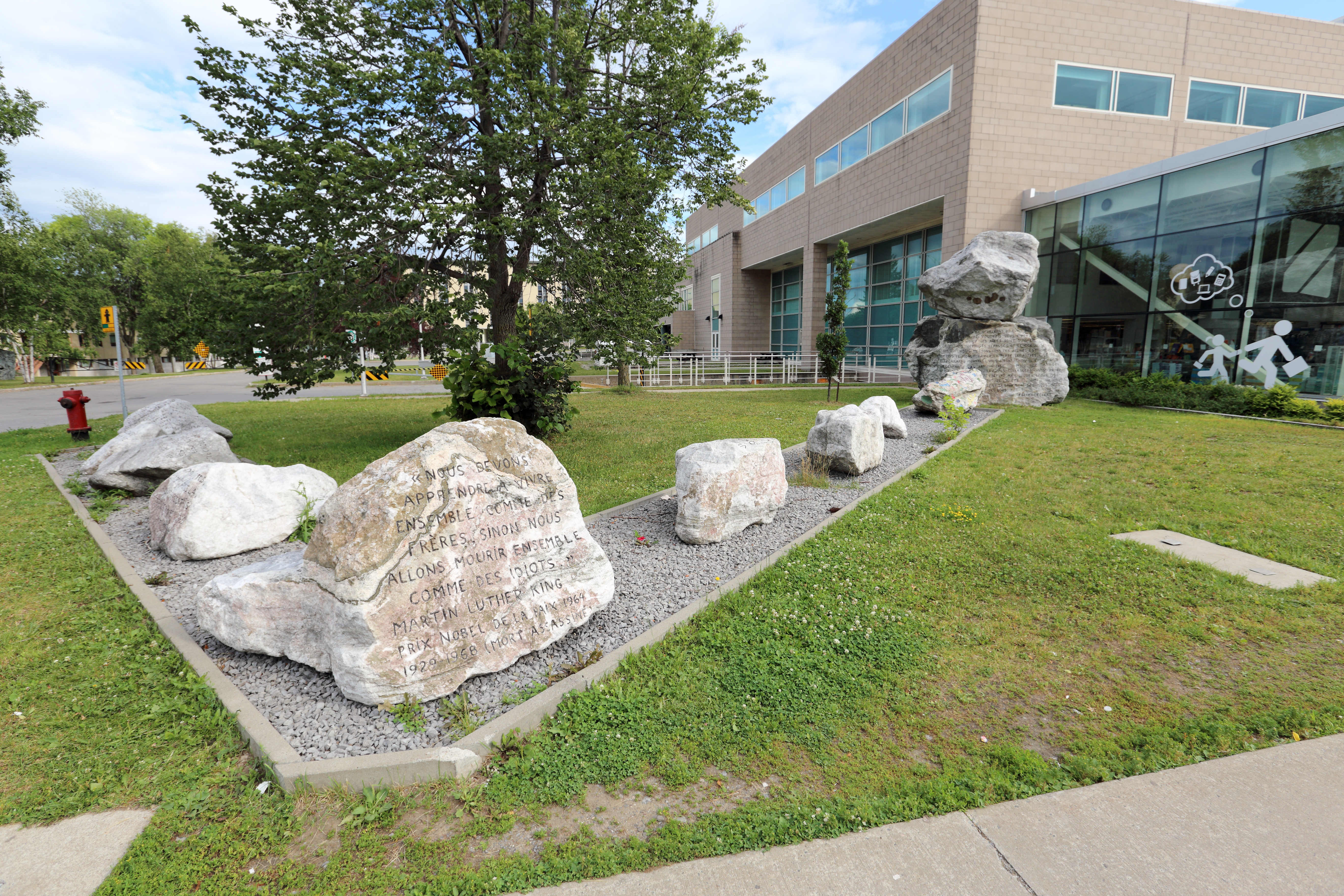